# Nebelstein
Der Nebelstein ist ein 1017 m ü. A. hoher Berg im niederösterreichischen Waldviertel, er befindet sich im Freiwald nahe der Staatsgrenze zu Tschechien.

## Lage und Beschreibung
Umliegende Orte sind der zu Sankt Martin gehörige Weiler Althütten sowie Hirschenwies, Waldhäuser, Maißen und Schwarzau, die Teile von Moorbad Harbach sind.
Der Gipfel ist vom südlich des Berges gelegenen Parkplatz nach ca. zehn Minuten Fußmarsch auf einem Wanderweg zu erreichen. Die unweit des Gipfelkreuzes gelegene Nebelsteinhütte ist Schnitt- und Ausgangspunkt vieler (Weit-)Wanderwege (u. a. des Nord-Süd-Weitwanderweges, des Ostösterreichischen Grenzlandwegs, des Eisenwurzenwegs sowie des Niederösterreichischen Mariazellerwegs). Weiters verlaufen hier die Europäischen Fernwanderwege E6 und E8. Am Südwesthang unterhalb des Talerberges entspringt die Schwarzau.
Weiters befindet sich neben der Nebelsteinhütte ein UKW-Sender, welcher mit Stand April 2025 das Radioprogramm von Radio 88.6 mit einer Sendeleistung von 3 kW ausstrahlt. Daneben befindet sich eine im Amateurfunk betriebene Funkrelaisstation mit der Kennung OE3XNR.